# Biltema
Biltema is een Zweedse keten van winkels gespecialiseerd in benodigdheden voor onder andere doe-het-zelf, tuin, huishouden, auto, huisdier en vrije tijd. De winkel werd opgericht in 1963 in Linköping door ondernemer Sten Åke Lindholm en begon als een automaterialenzaak. 
In 1983 werd de eerste winkel geopend buiten Zweden, in Noorwegen. In 2018 heeft de keten 136 winkels waaronder ook winkels in Finland en Denemarken. Het bedrijf is geregistreerd via een Nederlandse besloten vennootschap te Amsterdam. 